# مطار ريو دي جانيرو الدولي
مطار ريو دي جانيرو (إياتا:GIG، إيكاو:SBGL) هو مطار دولي يخدم مدينة ريو دي جانيرو، ويصنف في المرتبة الثانية في البرازيل من حيث عدد المسافرين.

## تاريخ
في عام 1970 كان مطار ريو دي جانيرو يحتل المرتبة الأولى في البرازيل من حيث عدد المسافرين، وقد انتقل في عام 1985 للمرتبة الثانية.

## معرض صور

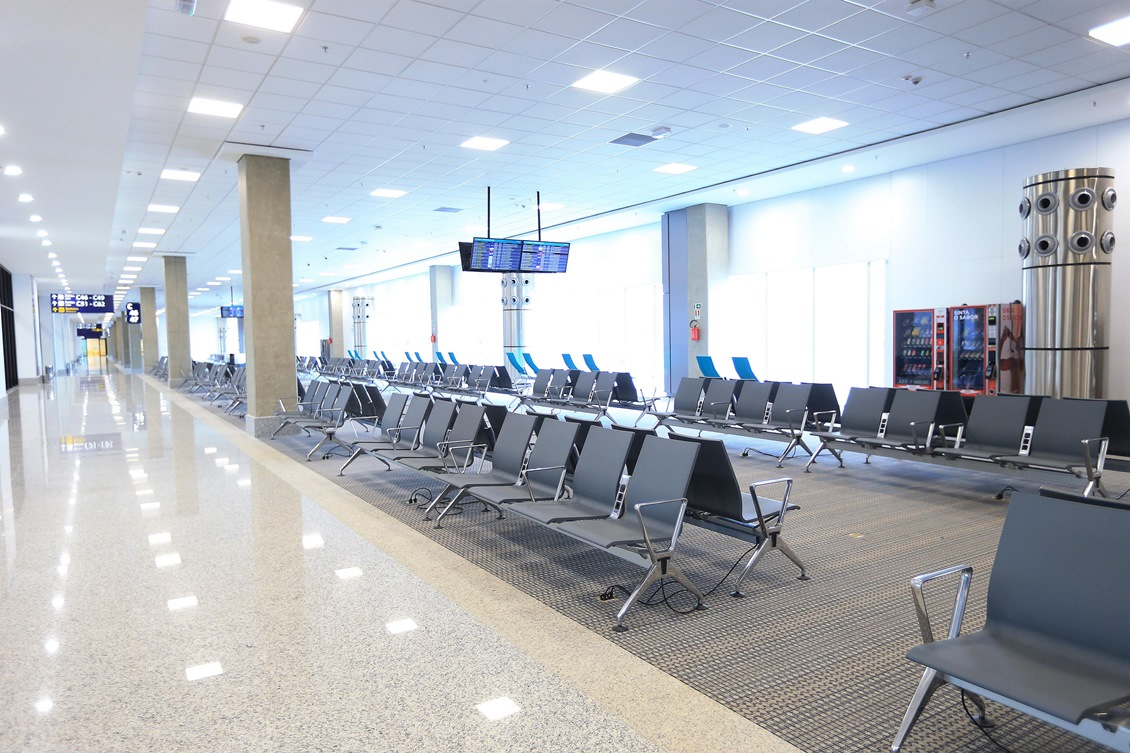
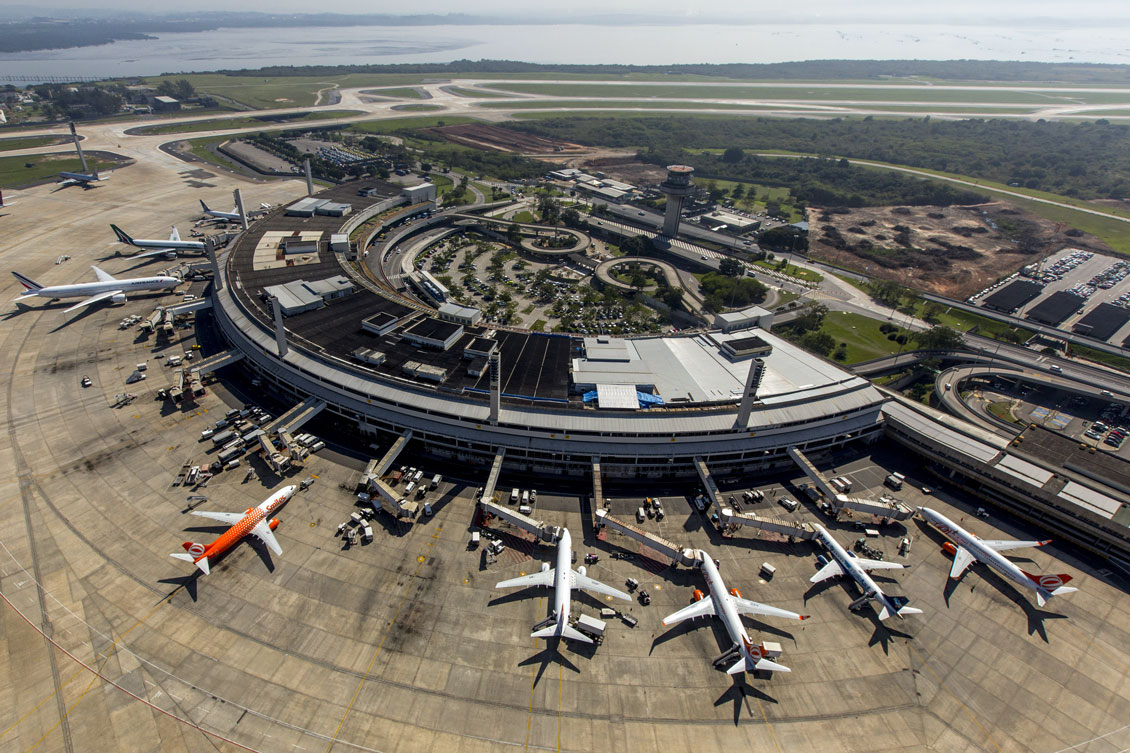
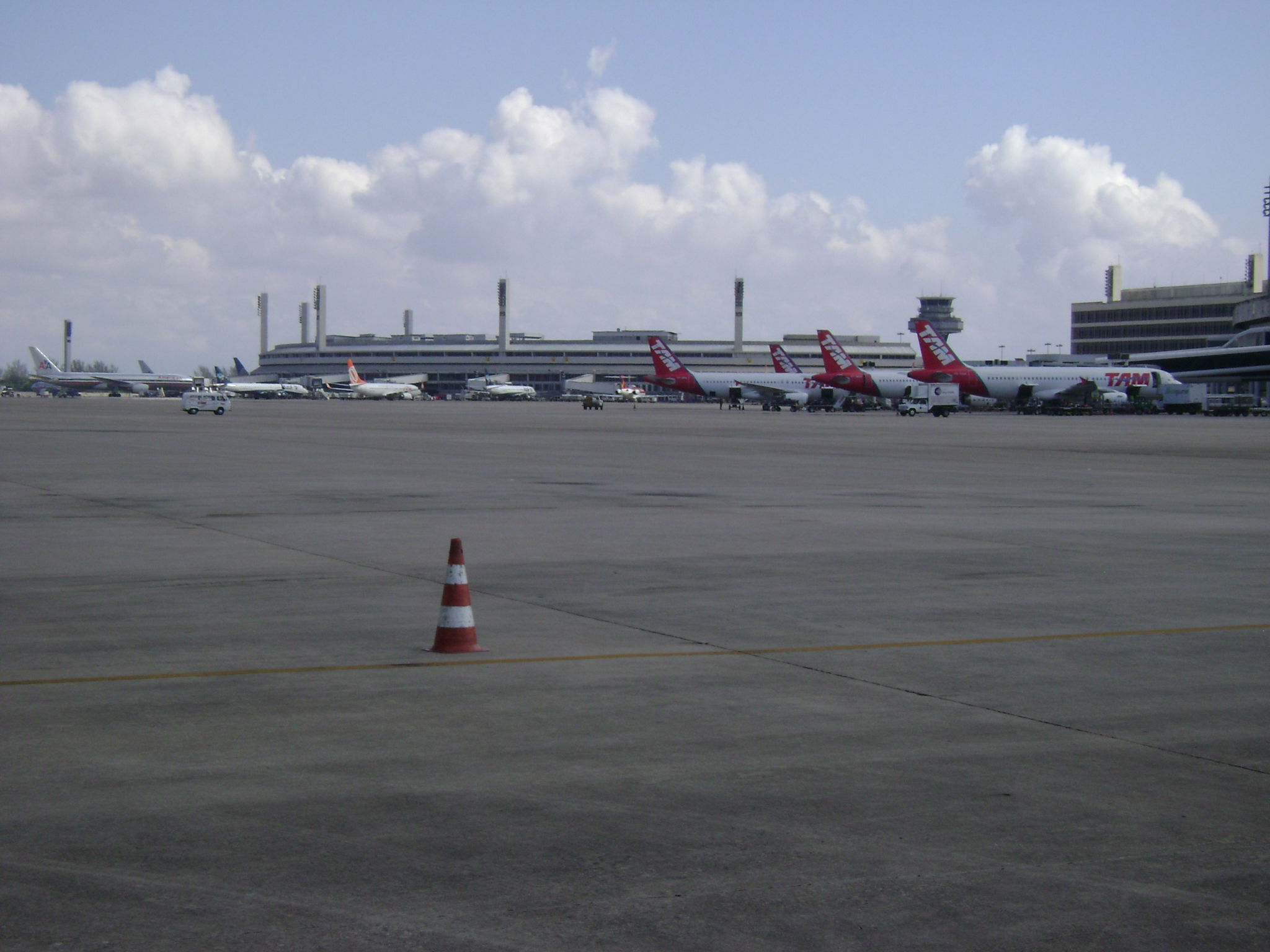

## شركات الطيران والوجهات

### الركاب
| شركـات طيـران                   | الوجهات |
| ------------------------------- | --- |
| الخطوط الجوية الأرجنتينية       | Buenos Aires–Aeroparque موسمي: مطار الوزير بيستارينيي الدولي، Córdoba (AR) ‏، Mendoza |
| الخطوط الجوية الفرنسية          | مطار باريس شارل ديغول |
| الخطوط الجوية الأمريكية         | مطار ميامي الدولي موسمي: مطار جون إف كينيدي الدولي |
| أفيانكا                         | مطار إلدورادو الدولي |
| الخطوط الجوية البريطانية        | مطار الوزير بيستارينيي الدولي (تبدأ في 29 أكتوبر 2023)، مطار لندن هيثرو |
| خطوط كوبا الجوية                | مطار توكومين الدولي |
| خطوط دلتا الجوية                | موسمي: مطار هارتسفيلد جاكسون، مطار جون إف كينيدي الدولي (تبدأ في 17 ديسمبر 2023) |
| طيران الإمارات                  | مطار الوزير بيستارينيي الدولي، مطار دبي الدولي |
| Flybondi                        | مطار الوزير بيستارينيي الدولي موسمي عارض: San Carlos de Bariloche ‏ |
| Gol Transportes Aéreos          | Aracaju، Belém، مطار برازيليا الدولي، Buenos Aires–Aeroparque، Córdoba (AR) ‏، Fortaleza، Foz do Iguaçu، João Pessoa ‏، Maceió، Manaus، Natal، Recife، مطار روزاريو الدولية ‏، São Luís ‏، مطار غواروليوس الدولي موسمي: Campo Grande ‏، Curitiba، Florianópolis، Goiânia، Ilhéus، Jericoacoara، مطار كاراسكو الدولي، Navegantes، Palmas، Porto Seguro ‏، Salvador da Bahia ‏ |
| أيبيريا (شركة طيران)            | مطار مدريد باراخاس الدولي |
| إيتا (شركة طيران)               | مطار ليوناردو دا فينشي (تبدأ في 30 أكتوبر 2023) |
| JetSmart Argentina              | مطار الوزير بيستارينيي الدولي |
| JetSmart Chile ‏                 | مطار كاراسكو الدولي، مطار أرتورو ميرينو بينيتيز الدولي |
| الخطوط الجوية الملكية الهولندية | مطار سخيبول أمستردام |
| لاتام البرازيل                  | مطار برازيليا الدولي، Fortaleza، Foz do Iguaçu، مطار غواروليوس الدولي موسمي: Buenos Aires–Aeroparque، مطار الوزير بيستارينيي الدولي |
| خطوط لان الجوية                 | مطار أرتورو ميرينو بينيتيز الدولي |
| لاتام بيرو                      | مطار خورخي تشافيز الدولي |
| لوفتهانزا                       | مطار ميونخ الدولي |
| Paranair                        | موسمي: مطار سيلفيو بيتيروسي الدولي |
| طيران سكاي                      | مطار أرتورو ميرينو بينيتيز الدولي |
| تاب برتغال                      | مطار لشبونة، مطار بورتو الدولي |
| الخطوط الجوية المتحدة           | مطار جورج بوش الدولي |

## الإحصائيات
شاهد source Wikidata query and sources.
| الرتبة | عدد الركاب | عدد الرحلات |
| ------ | ---------- | ----------- |
| 2022   | 5،895،257  | 50،851      |
| 2021   | 3،925،263  | 40،014      |
| 2020   | 4،635،133  | 42،423      |
| 2019   | 13،507،881 | 104،832     |
| 2018   | 15،035،083 | 113،726     |
| 2017   | 16،242،767 | 120،138     |
| 2016   | 16،103،352 | 124،471     |
| 2015   | 16،942،229 | 132،792     |
| 2014   | 17،303،340 | 140،556     |
| 2013   | 17،109،590 |             |
| 2012   | 17،491،744 |             |
| 2011   | 14،926،615 |             |
| 2010   | 12،229،513 |             |
| 2009   | 11،828،656 |             |
| 2008   | 10،754،689 |             |
| 2007   | 10،352،616 |             |
| 2006   | 8،856،527  |             |
| 2005   | 8،657،139  |             |
| 2004   | 6،024،930  |             |
| 2003   | 4،619،229  |             |